# Miquélianine
La miquélianine est un composé organique de la famille des flavonols, un sous-groupe de flavonoïdes. C'est plus précisément un hétéroside de flavonol, le 3-O-glucuronide de la quercétine (quercétol). C'est l'un des composés phénoliques présents dans le vin, mais également dans certaines espèces de millepertuis, comme le millepertuis perforé (Hypericum hirsutum), dans le Lotus sacré (Nelumbo nucifera), ou encore dans les  haricots verts.
La miquélianine est également un métabolite de la quercétine présent dans le plasma sanguin des rats. Elle présent un effet antioxydant dans le plasma sanguin humain. Des études in vitro ont montré que la miquélianine pouvait atteindre le système nerveux central depuis l'intestin grêle.